# Roman Livaja
Roman Livaja, född 1 november 1974, är en svensk taekwondoutövare. 
Vid olympiska sommarspelen 2000 i Sydney slutade han på en fjärdeplats i åttiokilosklassen. När han var aktiv var han den enda svenska taekwondoutövaren som var med i Sveriges Olympiska Kommittés topprogram. Han riskerade en lång avstängning efter att ha slagit en domare i ansiktet under en tävling. Avstängningen blev tre månader lång. Efter detta var han osäker på huruvida han skulle tävla för Kroatien eller Sverige.
I dag är Livaja personlig kampsportstränare.

## Meriter
- 9 SM-guld
- 3 NM-guld
- EM-brons 2000[3]
- guld i belgiska öppna 2000[källa behövs]